# Felsenamarant
Der Felsenamarant (Lagonosticta sanguinodorsalis) ist eine afrikanische Art aus der Familie der Prachtfinken. Es werden keine Unterarten für diese erst 1998 beschriebene Art unterschieden. Der Felsenamarant ähnelt dem Reichenow-Amarant, ist aber auf dem Rücken deutlich rötlicher als dieser.

## Beschreibung
Der Felsenamarant erreicht eine Körperlänge von zehn bis elf Zentimetern. Das Männchen hat eine graue Kopfoberseite und Nacken. Der Rücken und die Flügeldecken sind rotbraun, der Bürzel und die Oberschwanzdecken sind rot. Die Wangen, die Kehle, die Brust und das Bauchgefieder ist tiefrot. Die oberen Flanken und die Brustseiten weisen weiße, punktförmige Flecken auf. Die Unterschwanzdecken sind schwarz. Die Weibchen ähneln den Männchen, sind aber insgesamt etwas blasser und die weißen Punkte an der Körperseite weisen graue Flecken auf.

## Verbreitungsgebiet und Lebensweise
Der Felsenamarant ist bislang nur in Nordnigeria auf dem Jos-Plateau beobachtet worden. Es wird aber vermutet, dass er auch in Nordkamerun vorkommt. Sein Lebensraum sind steinige Landschaften mit Dickichten, Waldbestand oder Grasland. Er lebt einzeln, in Paaren sowie in kleinen Trupps. Seine Nahrung besteht aus kleinen Grassamen. Das Fortpflanzungsverhalten ist noch nicht abschließend untersucht. Nachgewiesen ist lediglich, dass die Jos-Atlaswitwe (Vidua maryae) ein Brutparasit des Felsenamarant ist.

## Belege

### Einzelbelege
1. ↑   Nicolai et al., S. 162